# Technologické centrum UMPRUM
Technologické centrum UMPRUM je nová budova Vysoké školy uměleckoprůmyslové v Praze. Vznikla zásadní přestavbou novorenesanční školní budovy čp. 134/II v Mikulandské ulici 5, na Novém Městě.

## Historie
Na místě přestavěné budovy stály od roku 1380 čtyři menší domy, později tři, jeden z nich byl Chanovských z Dlouhé Vsi, druhý Vitanovských z Vlčkovic a třetí Šofmanů z Hemrlesu. Na jejich místě Arnošt Malovec z Malovic roku 1674 zbudoval barokní palác, v němž až do své smrti roku 1822 bydlel generál Jan Josef hrabě Pachta z Rájova. Tento palác dal rakouský erár strhnout a vystavět novostavbu školy pro státní německou reálku.

### První škola

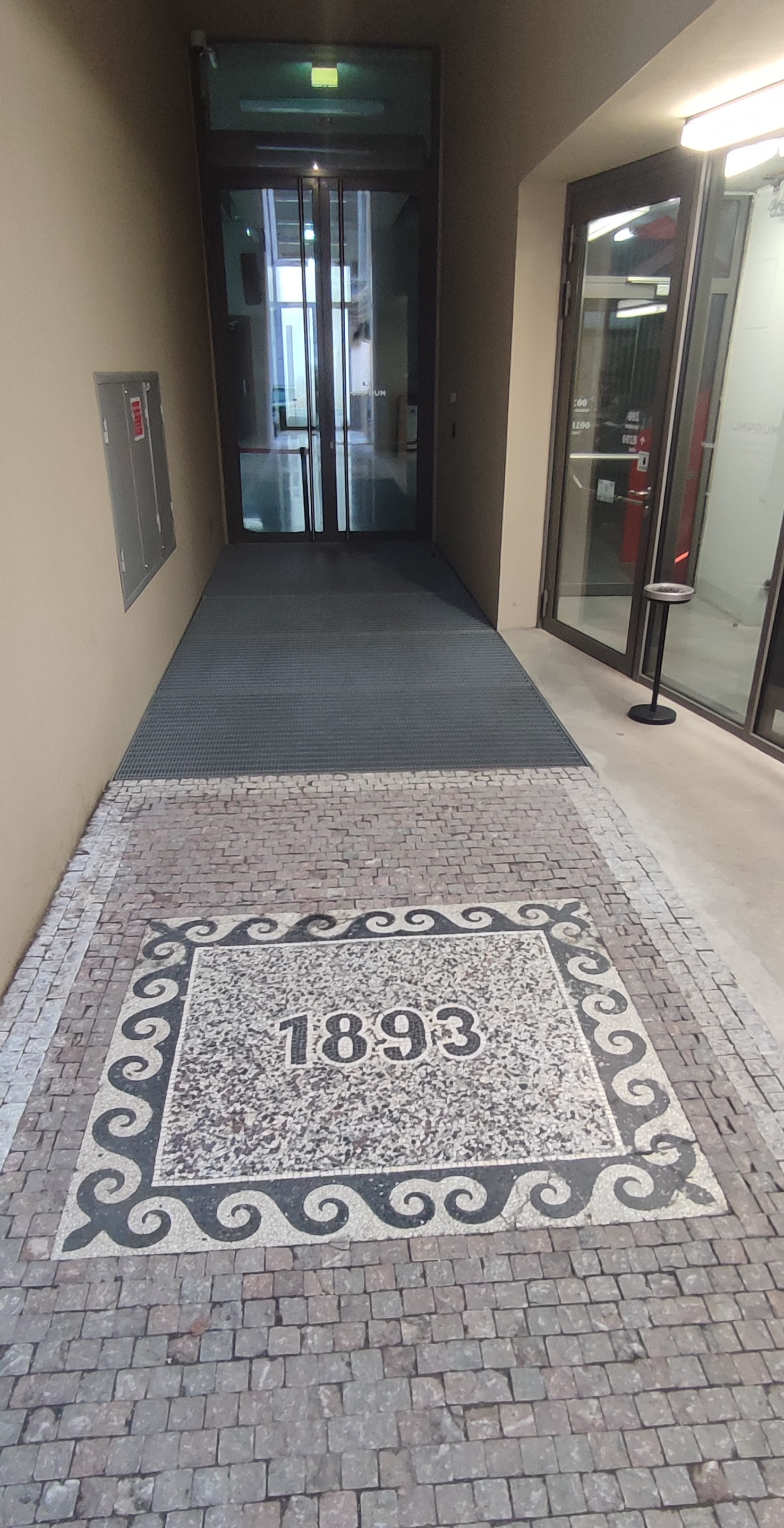
Vstupní chodba a vrátnice školy

Řadovou čtyřkřídlou budovu kolem obdélného dvora v roce 1890 navrhl architekt Václav Nekvasil a v letech 1890-1893 ji postavila jeho stavební firma. Tato školní budova byla již druhým sídlem slavné první (nejstarší) státní německé reálky, založené v roce 1833 v Praze a proslulé svými profesory i žáky. Navštěvoval ji Jakub Arbes, kterého vyučoval Jan Neruda, dále zde učili spisovatel Karel Tieftrunk nebo matematik Emil Weyr.  Dosavadní prostory nedostačovaly, proto byla vystavěna tato, ve své době předimenzovaná budova.

### Druhá škola
Po druhé světové válce došlo v roce 1949 k první zásadní adaptaci interiérů, navrhl ji arch. Václav Vondrák pro Výzkumný ústav pedagogický, při němž byla otevřená rozsáhlá Pedagogická knihovna. Později zde sídlila základní devítiletá škola, jež byla fakultní školou nedaleké pedagogické fakulty UK. V části budovy bylo první sídlo Muzea Jana Ámose Komenského.

### Třetí škola
Historická budova zůstala ve správě ministerstva školství, které ji nabídlo Vysoké škole uměleckoprůmyslové k užívání. Kolektiv architektů – pedagogů této školy přijal původně jen nutnou adaptaci interiérů jako výzvu k vlastnímu svobodnému projektu.
Národní památkový ústav požadoval pro vydání stavebního povolení obvyklé normy pro zachování exteriéru a cenných architektonických detailů historické budovy v památkové zóně, protože v ulici jsou čtyři památkově chráněné domy, mj. sousední Schirndingovský palác i protější rohový palác do Národní třídy. Projektanti se ovšem rozhodli pro radikální řešení: vybourat vnitřní konstrukce budovy a ponechat pouze nosné zdi skeletu a schodišťové chodby. Jejich projekt podpořil stavební odbor Magistrátu hl. m. Prahy i samotná primátorka Adriana Krnáčová. Riskantní bourací práce prováděl Metrostav. Během nich došlo v polovině července 2018 ke zřícení dvou pater budovy, sutiny zdiva zavalily a vážně zranily tři ukrajinské dělníky.  Firma byla obviněna z nedbalosti a po tříletém soudním jednání osvobozena
Z původní architektury stojí sklepy s valenými klenbami a jeden s klenbou křížovou, skelet obvodových stěn, přední stěna s fasádou do ulice, vstupní úsek terazzo podlahy s letopočtem 1893 a další staticky nutné obvodové zdivo. Jde tedy převážně o fasádismus. Nová budova byla realizována proto, že hlavní budova na náměstí Jana Palacha kapacitně nedostačovala. Rektor UMPRUM, profesor Jindřich Vybíral o potřebě prostor pronesl: UMPRUM trpěla nedostatkem prostoru pro výuku téměř 100 let. Výstavba stála přibližně 420 milionů korun.
V současnosti objekt plní úlohu multifunkční budovy: slouží pro učebny, uměleckořemeslné dílny a sklady jejich materiálu, kabinety vyučujících, kuchyňky, copycentrum; atrium s přilehlými prosklenými prostorami slouží jako výstavní síň semestrálních a ročníkových prací, dále je zde dvůr a kavárna. Terasa na střeše je určena kuřákům a k odpočinku studentů i zaměstnanců. 3. března 2023 se celá budova rozzářila školním karnevalem.